# Анжамбман
Анжамбман (от френски enjambement, „пренасяне“) означава пренасяне на част от фразата от един стих в началото на следващия, при което се получава краестишна ритмическа пауза, несъвпадаща с паузите произлизащи от синтактичния строеж на изречението. Този пренос в съчетание с цялостната интонация на стихотворението може да придобие своеборазно емоционално значение и чрез него да се подчертават по смисъл думите в края на стиха.
Различават се няколко вида анжамбман: стихов, строфичен и сричков.
- При стиховия анжамбман фразата започва в края на един стих и продължава в следващия стих на същата строфа. В края на строфата няма анжамбман, там ритмическата и синтактичната пауза съвпадат. Пример:

Тук първи път чух възглас: – Престани
да вярваш и да дириш – забранен е
на любовта плодът – и в зли страни
мечтите ти навек ще бъдат пленни.
Из „Пловдив“, Димчо Дебелянов
- При строфичния анжамбман преносът на фразата става между строфите. Пример:

Че все пак пленник аз останал съм —
от гибелния град пленен –
и пак след кратко разкаяние
в зори през тих и ведър ден

ще свия с трепет малка китчица
от росен лист и пресен цвят
и ще се върна през тръстиките
обратно в гибелния град.
Из „Кръг“, Асен Разцветников
- При сричковия анжамбман, който се среща най-рядко, пренос се налага, когато думата в края на стиха със своя сричков обем надхвърля определения сричков обем на стиха. Тогава крайните срички от думата се пренасят в началото на следващия стих. Пример:

Под честити
небеса
модри сенки сплитат
тъмни дървеса.
Ромолят предвечни-
те води.
Колко са далече
бистрите звезди!
Николай Лилиев